# دوكسبوري (فيرمونت)
دوكسبوري (بالإنجليزية: Duxbury, Vermont)‏ هي بلدة تقع بولاية فيرمونت في الولايات المتحدة. تبلغ مساحتها 111.6 (كم²)، وترتفع عن سطح البحر 711 م، بلغ عدد سكانها 1337 نسمة في عام 2010 حسب إحصاء مكتب تعداد الولايات المتحدة .

## وصلات خارجية
- www.duxburyvermont.org
- The US50 - Cities and Towns in Vermont State
- Vermont Cities and Towns, Facts, Map, Flag, Colleges, Government, and More